# Подолян Микола Петрович
Мико́ла Петро́вич Подоля́н (24 вересня 1923, село Підзамче, тепер у складі Кам'янця-Подільського — 21 травня 2012, Київ) — український поет, публіцист, журналіст. Член Національної спілки письменників України (від 1956). Член Національної спілки журналістів України (від 1961).

## Біографічні дані
Мати Євдокія Мартинівна Грабченко (1900 — 1989) була вчителькою. З Кам'янця-Подільського Микола невдовзі переїхав у с. Вахнівці Староушицького району, а наприкінці 1920-х у с. Карачіївці Віньковецького району, де вчителювала його мати, а згодом і в с. Карижин.
Першого вірша надрукував 1940 у Віньковецькій районній газеті. Закінчив 1940 середню школу у Віньківцях і вступив до Українського комуністичного інституту журналістики в Харкові, звідки добровольцем пішов на фронт. Був кулеметником. Після тяжкого поранення в листопаді 1941 (с. Дяково на Луганщині) та виходу зі шпиталю навчався (1942–1943) на історико-філологічному факультеті Саратовського університету.
Після визволення території України працював кореспондентом газети «Комсомольское знамя» по Полтавській області, першим секретарем Диканського районного комітету ЛКСМУ. У січні 1945 повертається у Віньківці, працює відповідальним секретарем у районній газеті «Радянський патріот» (до 1946), вступає до партії.
1946–1953 — власний кореспондент, а з грудня 1949 відповідальний секретар газети «Радянське Поділля» (Хмельницький).
За направленням Хмельницького обкому партії навчався 1953–1956 у Москві у Вищій партійній школі на відділенні журналістики. Після цього працював завідувачем відділу і відповідальним секретарем газети «Радянська культура» (1956–1958), відповідальним секретарем і заступником головного редактора журналу «Україна» (1958–1969), головним редактором журналів «Соціалістична культура» (вересень 1969 — липень 1972), «Україна» («Юкрейн») (липень 1972 — грудень 1984).
Брав участь у гонінні Б.Антоненка-Давидовича, написавши статтю «В ролі жебрака» (Літ. Україна, 1973 р.), у якій проголосив арешт його сина закономірним наслідком «ідеологічної невитриманості» письменника, що отримує посилки з-за кордону.
Від лютого 1987 — старший викладач кафедри періодичної преси Інституту журналістики Київського університету імені Тараса Шевченка. Головний редактор газети «Патріот» Інституту журналістики.

## Твори
- Збірки поезій
  - «Співає Поділля» (1954)
  - «Зацвіли каштани» (1960)
  - «Люблю» (1962)
  - «Чому пахнуть квіти» (1963)
  - «Душа і дума» (1964)
  - «Наснага» (1966)
  - «Зоря-зоряниця» (1971)
  - «Обрії любові» (1973)
  - «Джерела б'ють» (1976)
  - «Утвердження» (1977)
  - «Вірю в молодість» (1979)
  - «Червоні гвоздики» (1982)
  - «Вибране» (1983)
  - «Світанковий грім» (1985)
  - «Жовтневе колосіння» (1989)
  - «Вишневий сніговій» (1990)
  - «Уроки» (1998)
  - «Надія» (2000)
  - «Де кохання, там і Бог» (2007)
  - «На крутосхилах»(2007)
  - «Доля» (2007)
  - «Келих осіннього вина» (2007)
  - «Іскри і зерна» (2007)
  - «Іду на Ви» (2008)
  - «Огонь» (2008)
  - «Колія» (2009)
  - «Поділля, колиско моя» (2009)
  - «Буремні літа» (2009)
  - «Благословенна будь, любове» (2009)
  - «Сонети» (2009)
  - «Мій Ангел» (2010)
  - «Обеліски» (2010)
  - «Селена» (поема) (2010)
  - «Кредо» (2010)
  - «Доброволець» (2011)
  - «Ой упала зоря» (2011)

- Збірки публіцистичних статей і нарисів
  - «Революція перемогла» (1968),
  - «З думою про Леніна» (1980),
  - «Першооснови журналістської творчості» (1992),
  - «Публіцистика як система жанрів»,
  - «Кроки до професіоналізму» (1998),
  - «До побачення в Ельдорадо» (2008).

Поезії Подоляна перекладено російською, англійською, білоруською, узбецькою, німецькою, угорською мовами.
Окремі твори покладено на музику.

## Відзнаки та премії
- Заслужений працівник культури України (1973).
- Член Академії Вищої школи.
- Відмінник освіти України (1997).
- Відзнака ІІІ ступеня Київського Національного Університету ім. Т. Шевченка (2009).
- Почесна грамота (1966) і Грамота Верховної Ради УРСР (1983).
- Державна премія УРСР імені Тараса Шевченка (1979) за публіцистичні статті та нариси в періодичній пресі 1976–1978.
- Республіканська премія імені Ярослава Галана (1970).
- медаль «За трудову доблесть» (4.05.1962)
- Нагороджено орденами
  - Вітчизняної війни другого ступеня (1945),
  - Знак Пошани (1971, 1982),
  - Вітчизняної війни першого ступеня (1985),
  - За мужність третього ступеня (1999).